# Ralph Campney
Ralph Osborne Campney (6 juin 1894-6 octobre 1967) est un homme politique canadien de Colombie-Britannique. Il est député fédéral libéral de la circonscription britanno-colombienne de Vancouver-Centre de 1949 à 1957. Il est ministre dans le cabinet du premier ministre Louis St-Laurent.

## Biographie
Né à Picton (en) en Ontario, Campney étudie au Picton Collegiate et gradue à l'âge de 16 ans. Il entame ensuite une carrière d'enseignant dans des écoles rurales. En 1914, il fréquente l'Université Queen's de Kingston pour étudier la médecine.
En mars 1915, Campney s'enrole dans l'Armée canadienne avec le No. 5 Stationary Hospital (Queen's). Durant la Première Guerre mondiale, il est déployé en Égypte pour participer à la bataille des Dardanelles. Son unité est ensuite transférée sur le front de l'Ouest où il supporte les forces Alliées durant la bataille de la Somme. En 1917, Campney est envoyé dans l'infanterie avec le 19e bataillon d'infanterie Canadien après la bataille de la crête de Vimy. Il sert ensuite avec l'unité lors de la bataille de Passchendaele quand il est blessé et envoyé en Angleterre. Campney est ensuite transféré dans la Royal Flying Corps  jusqu'à la fin du conflit avec l'Armistice.

## Après-guerre et politique
Après avoir quitté l'armée, Campney retourne à l'Université Queen's en 1919 où il transfère du cursus de médecine pour les arts où il obtient un Bachelor of Arts en 1921. Campney entre ensuite à la Osgoode Hall pour étudier le droit et est nommé au barreau de l'Ontario en 1924. Durant l'automne 1924, il est secrétaire de la délégation canadienne à la Société des Nations basé à Genêve en Suisse. Après son retour au Canada, Campney devient secrétaire parlementaire de William Lyon Mackenzie King de 1925 à 1926 à Ottawa. Il travaille comme secrétaire privé du ministre du Commerce international, James Malcolm.
Campney quitte Ottawa en 1929 pour s'établir à Vancouver en Colombie-Britannique pour pratique le droit. En 1936, le gouvernement demande à Campney de devenir le premier président de la National Harbours Board, poste qu'il occupe pendant trois ans et demi. Il démissionne de son poste pour retourner à la pratique du droit.
Candidat défait lors d'une élection partielle dans Vancouver-Centre en 1948, il est élu lors de l'élection en 1948. Réélu en 1953, il est défait en 1957.
Durant sa carrière parlementaire, il président du comité parlementaire spécial sur la Loi sur la défense nationale qui vise à unifier les trois services militaires. En janvier 1951, il devient assistant parlementaire du ministre de la Défense nationale, Brooke Claxton. L'année suivante, en octobre 1952, il devient solliciteur général du Canada et ministre associé du ministre de la Défense et conserve les deux postes jusqu'en janvier 1954. Il démissionne ensuite comme solliciteur-général et remplace Claxton comme ministre.